# Tough Guy Competition

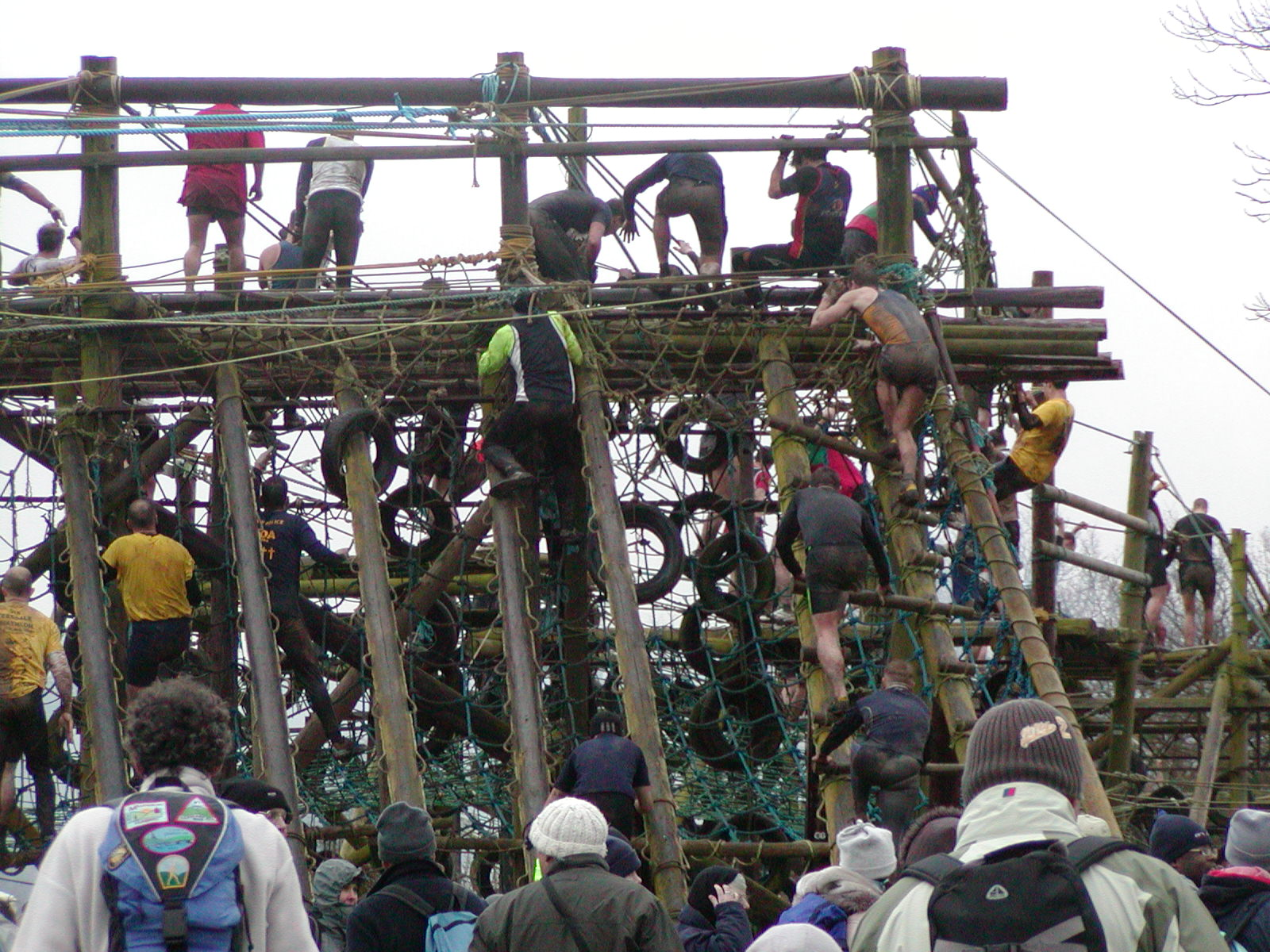
Un des obstacles de la Tough Guy

La Tough Guy Competition (que l'on pourrait traduire par Compétition du gars robuste) est une course à obstacles se déroulant au Royaume-Uni.
Elle regroupe deux courses similaires, l'une se tenant en hiver la Tough Guy, et l'autre en été, la Nettle Warrior.
Elle se veut l'épreuve sportive  en un jour la plus dure au monde et se vante d'être plus dure que les plus durs entraînements militaires.

## Origine
La course a été créée par Billy Wilson, plus connu sous le surnom de Mr Mouse.
En 1976, M. Wilson crée un centre pour recueillir les chevaux abandonnés, la Mr Mouse Farm for Unfortunates (en français, la ferme de Mr Mouse pour les malchanceux). Ses employés sont principalement composés de délinquants en reconversion et de travailleurs handicapés. Comme cela coûte relativement cher, il crée en 1986 cette compétition, dont les droits d'inscriptions financent en partie le centre.

## Principe

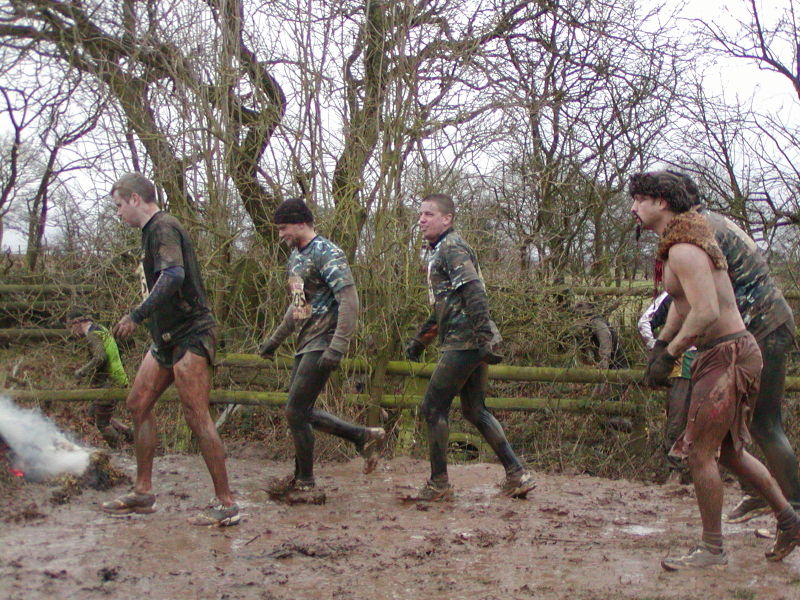
Participants dans la boue

La compétition est composée d'un cross-country de 6 miles, soit environ 9,6 kilomètres, suivi d'une course d'obstacle parsemée de killing fields (champs de la mort).
Les concurrents y sont amenés, entre autres, à ramper dans la boue sous des barbelés, courir au milieu de bottes de foin enflammées, nager dans de l'eau glaciale à travers un tunnel, grimper des falaises, se balancer à des câbles pendants dont certains sont électrifiés...

## Dangers
La course comporte de nombreux dangers, à tel point que les participants signent avant la compétition un death warrant, certificat exonérant l'organisation de toute responsabilité en cas de mort de concurrent.
De nombreux concurrents ne terminent pas la course, à cause des blessures, d'hypothermie, de déshydratation ... Un service de premiers soins est assuré par les ambulances St John.